# Liste von Söhnen und Töchtern der Stadt Kasan
Dies ist eine Liste bekannter Persönlichkeiten, die in der russischen Stadt Kasan geboren wurden.

## 18. Jahrhundert

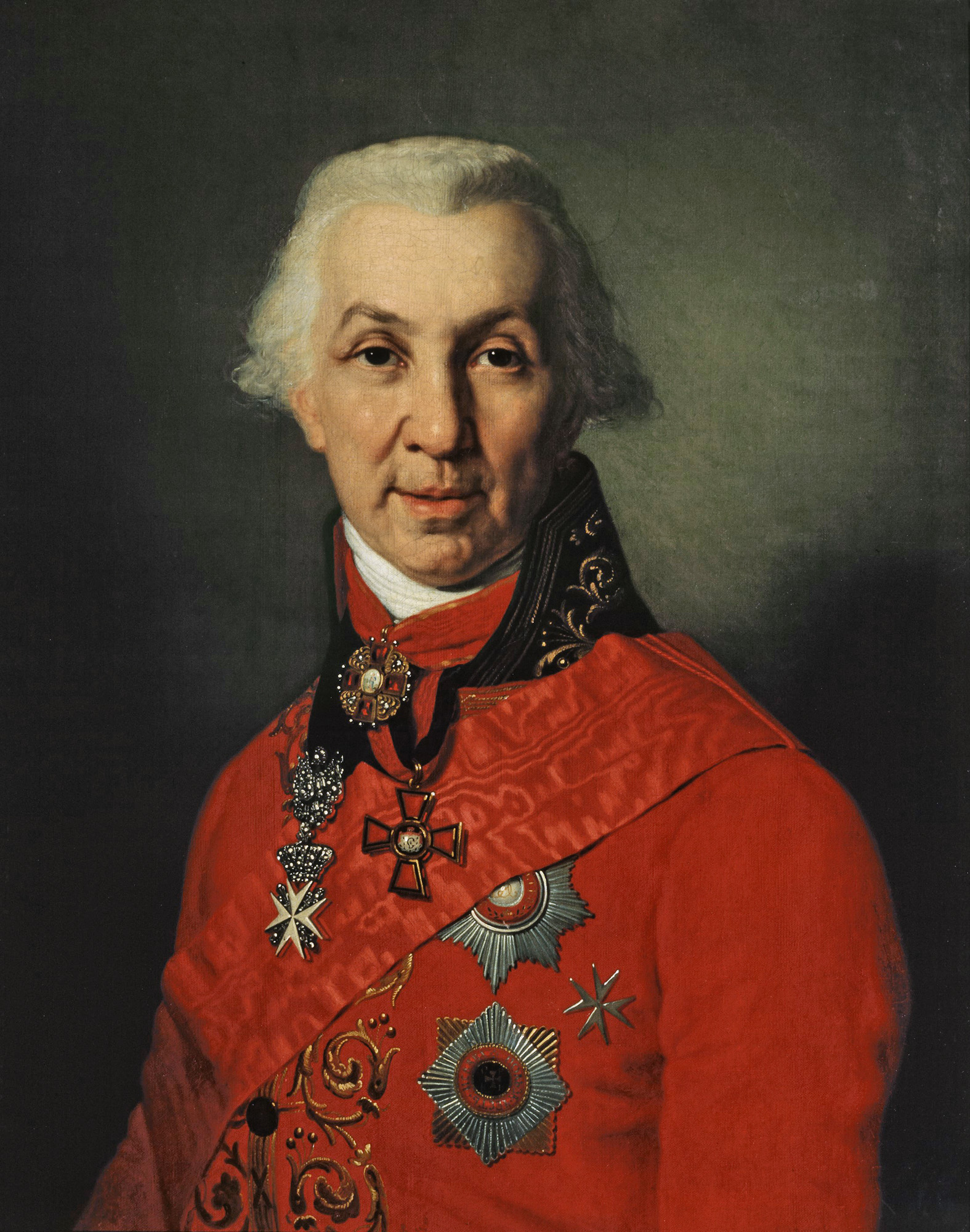
Gawriil Derschawin
(1743–1816)

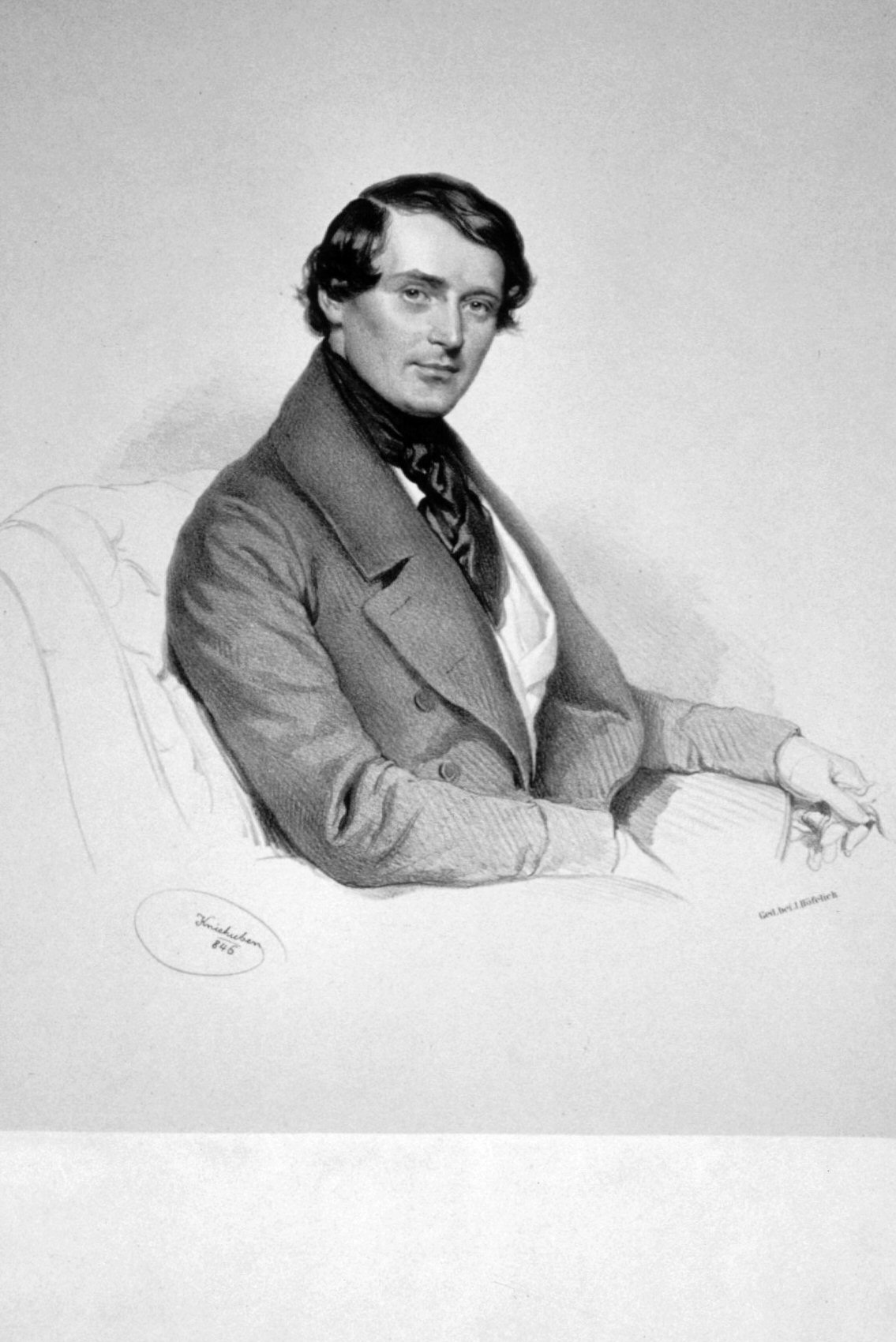
Karl Ludwig von Littrow
(1811–1877)

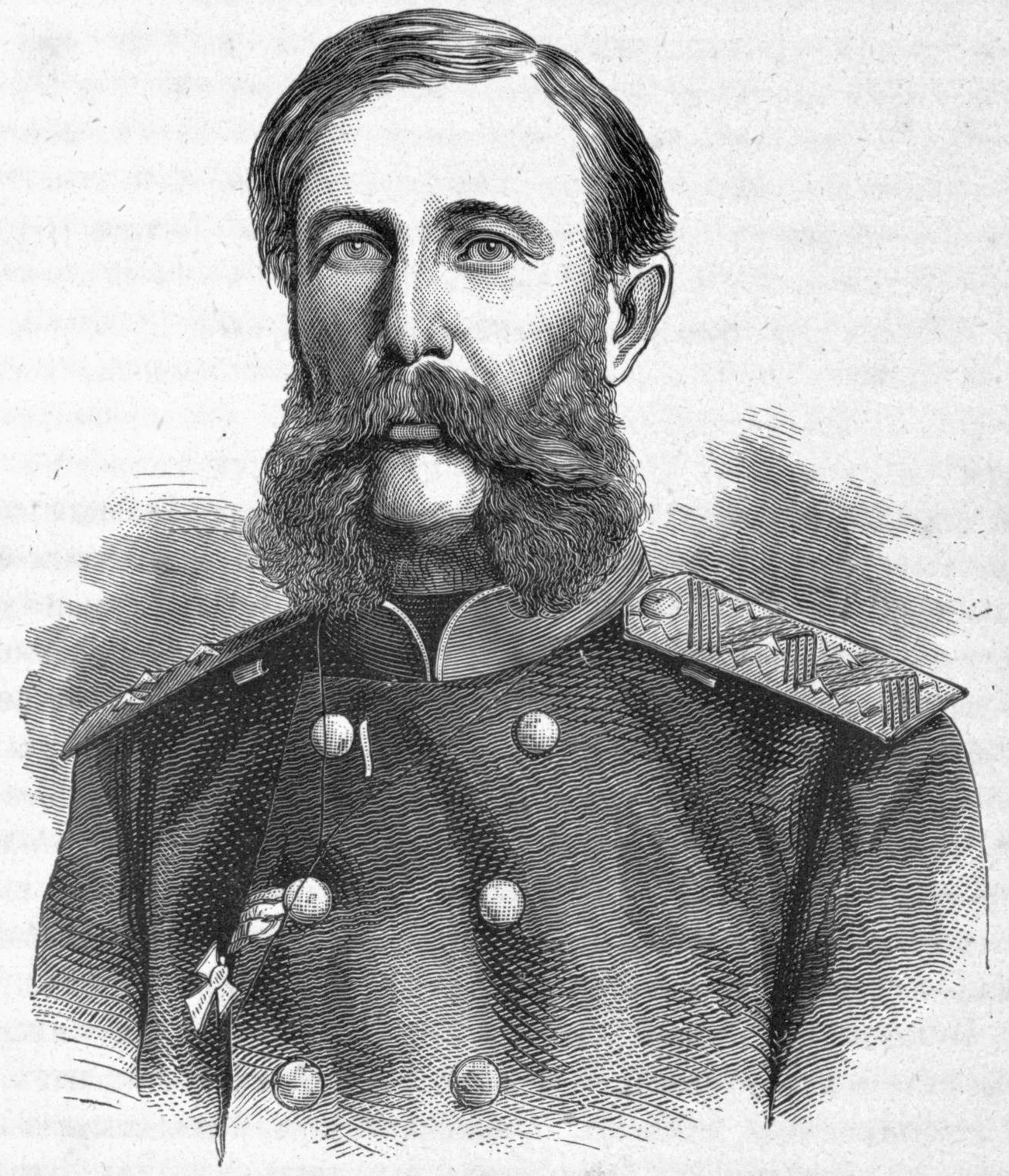
Fjodor Radezki
(1820–1890)

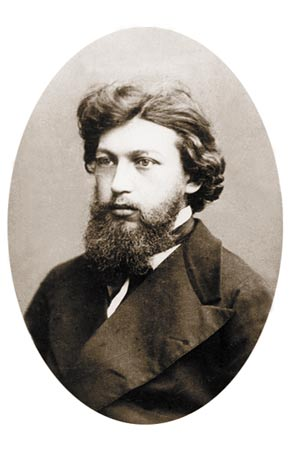
Jegor Wagner
(1849–1903)

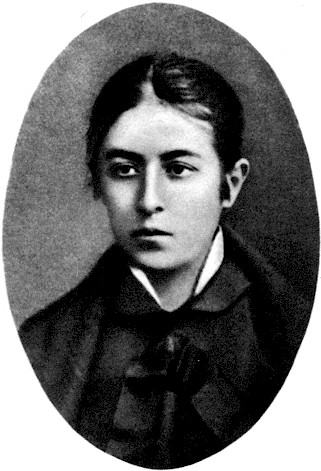
Wera Figner
(1852–1942)

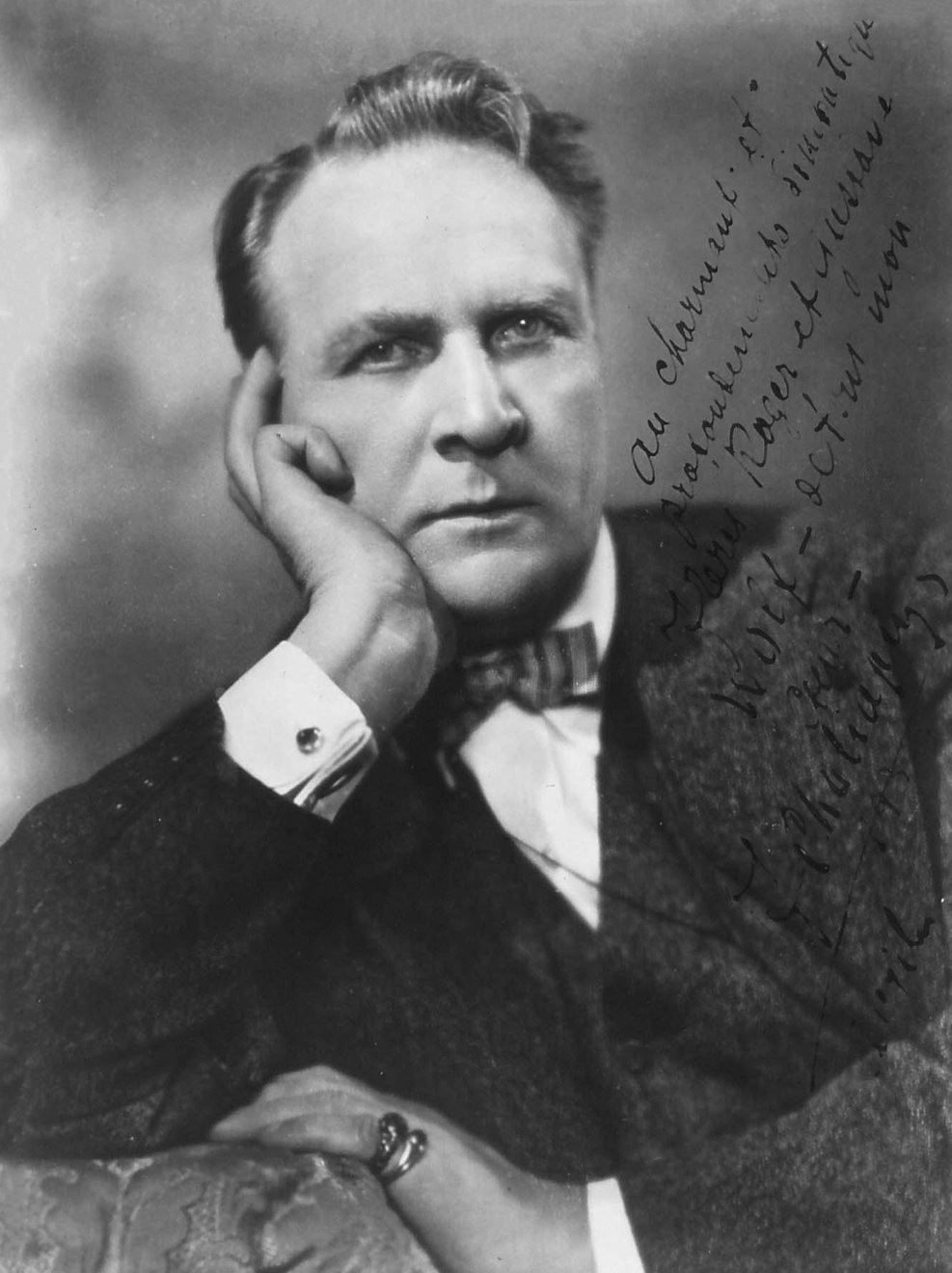
Fjodor Schaljapin
(1873–1938)

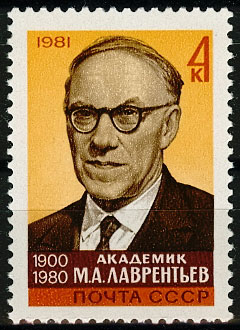
Michail Lawrentjew
(1900–1980)

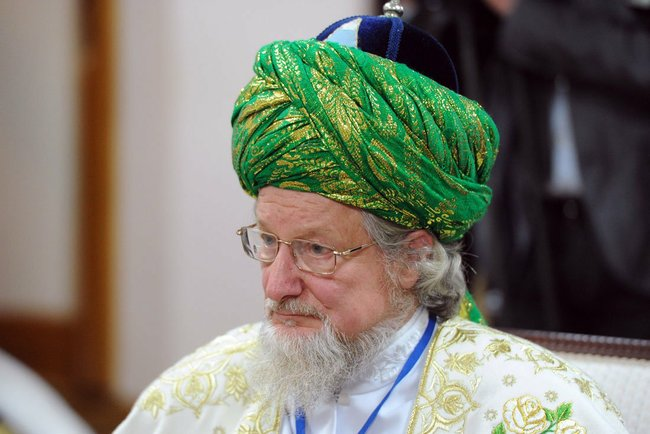
Talgat Tadschuddin
(* 1948)

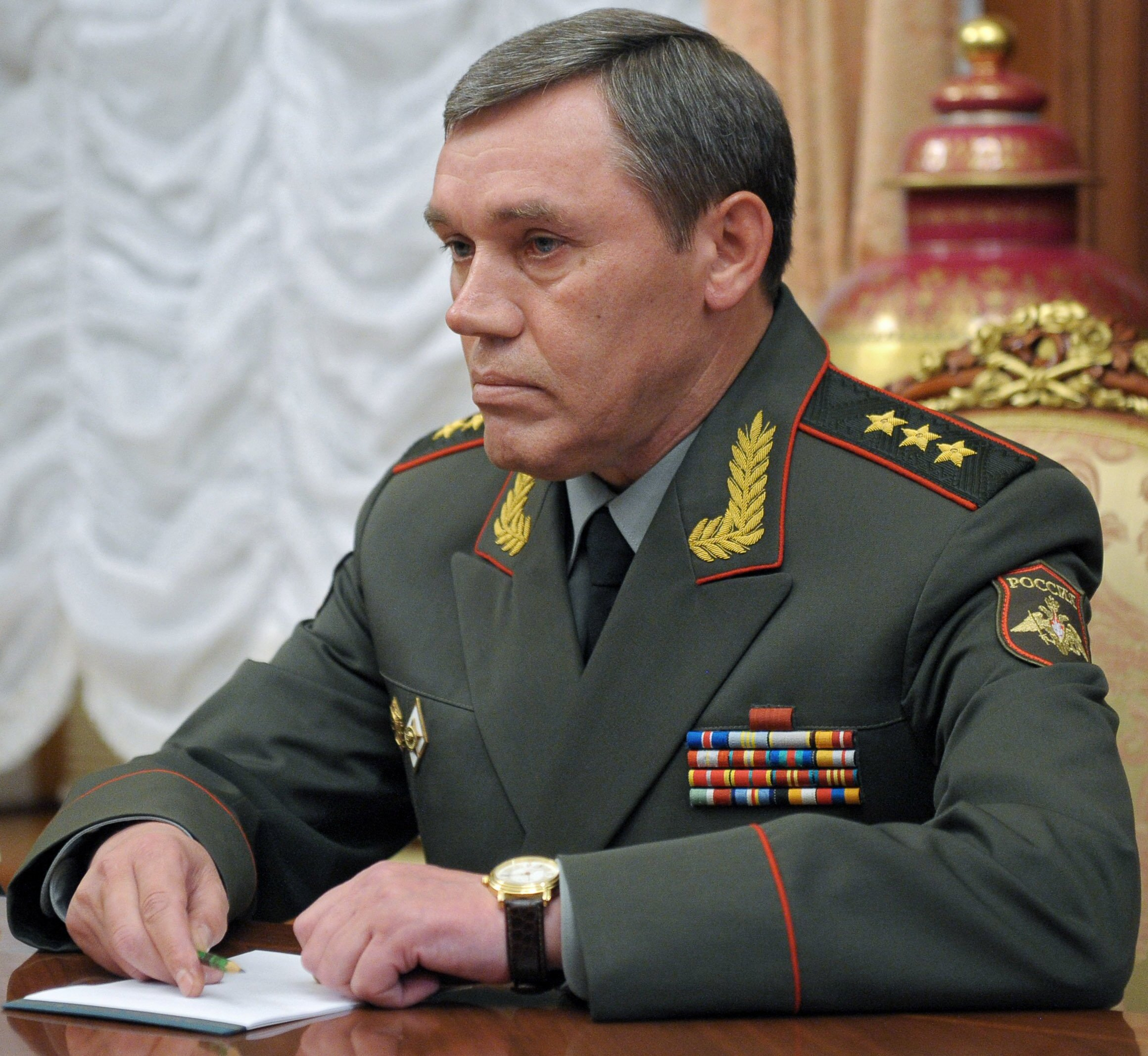
Waleri Gerassimow
(* 1955)

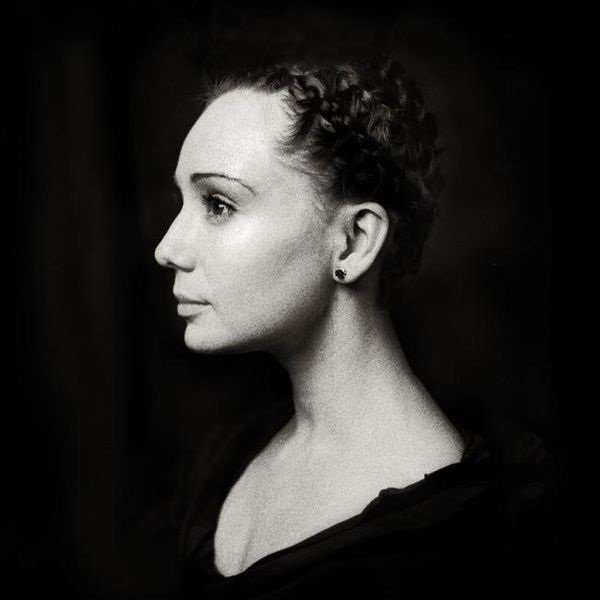
Tschulpan Chamatowa
(* 1975)

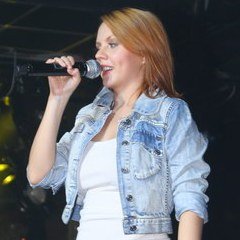
MakSim
(* 1983)

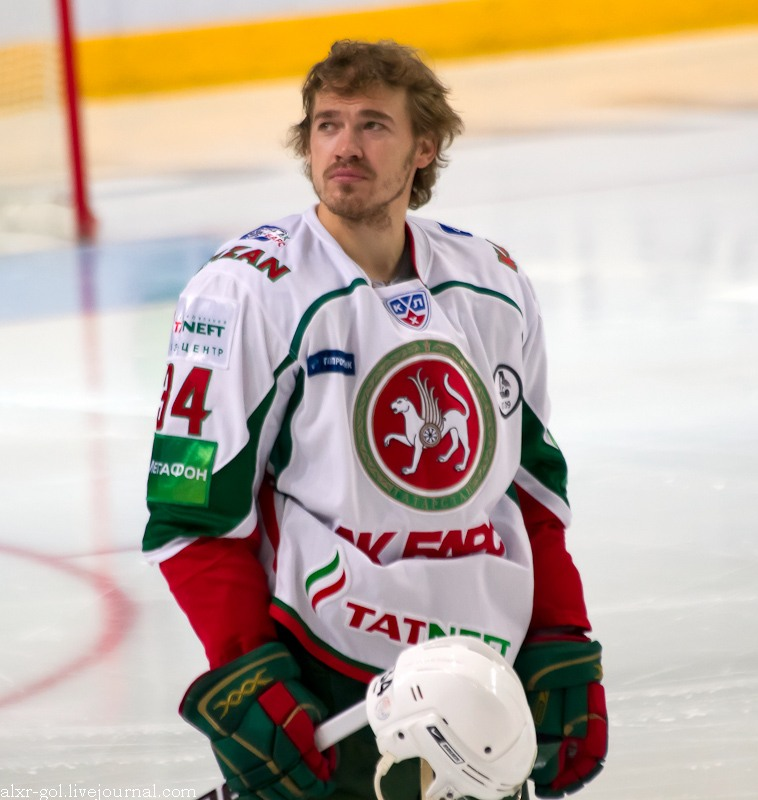
Dmitri Obuchow
(* 1983)

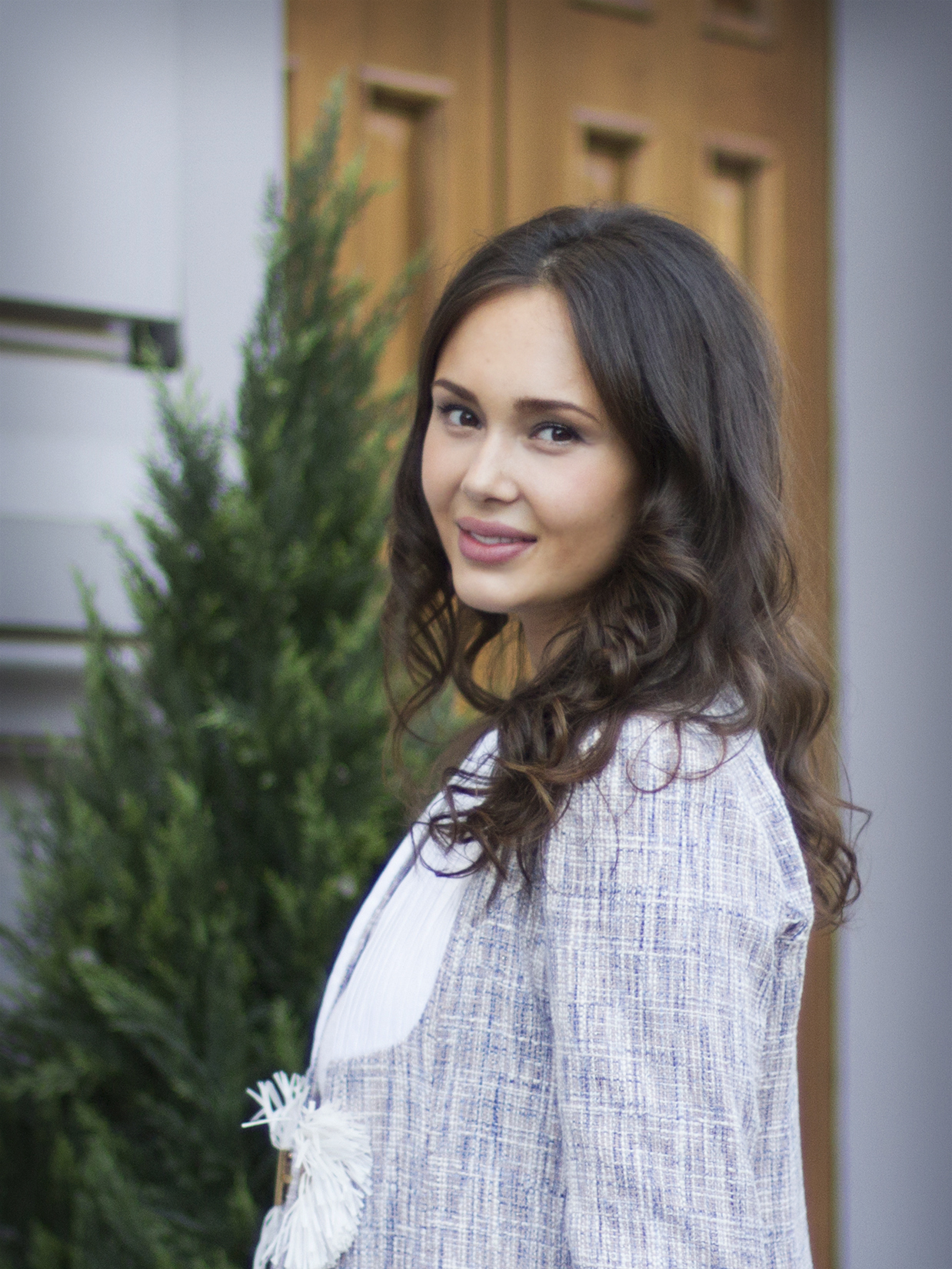
Aida Garifullina
(* 1987)

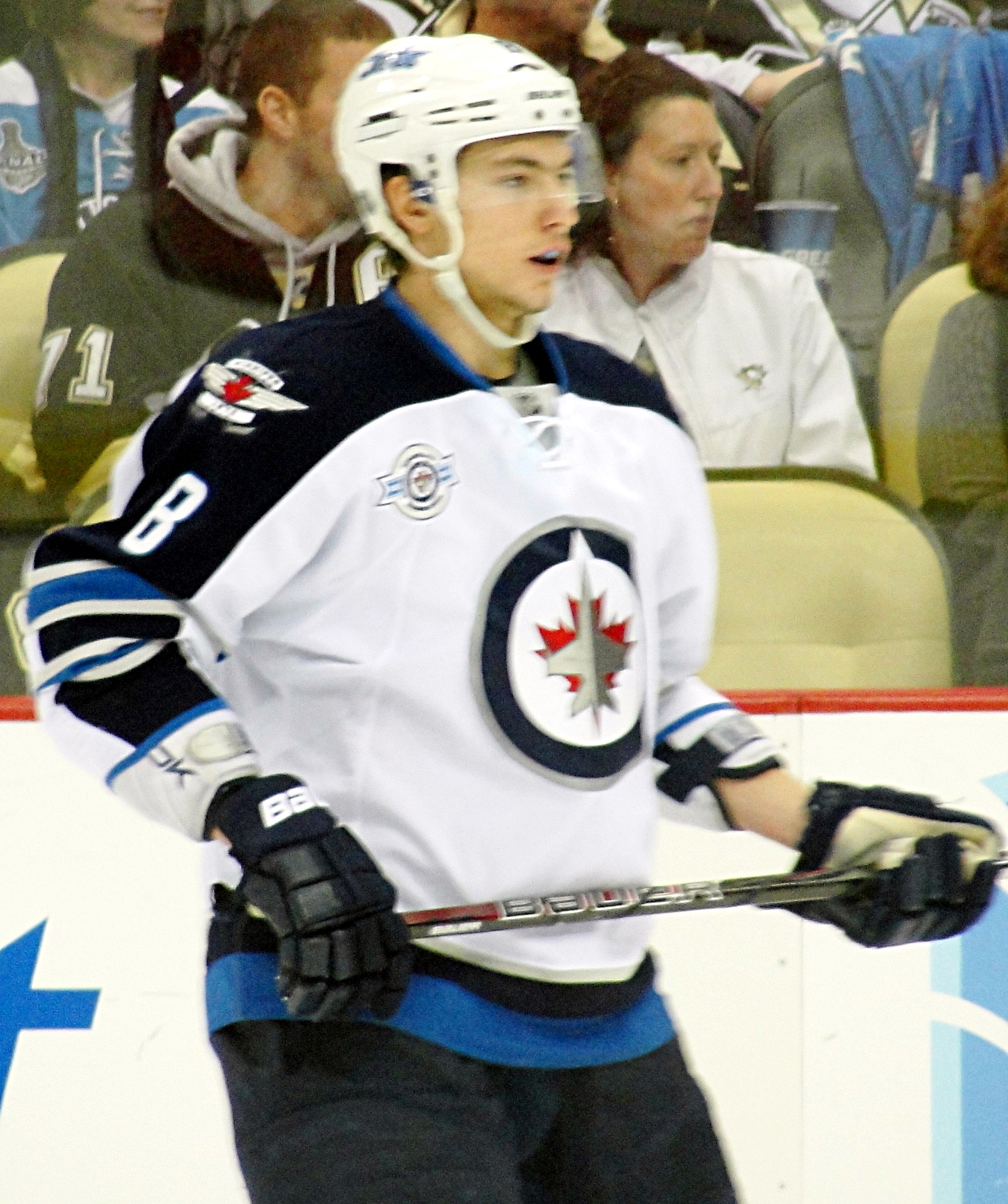
Alexander Burmistrow
(* 1991)

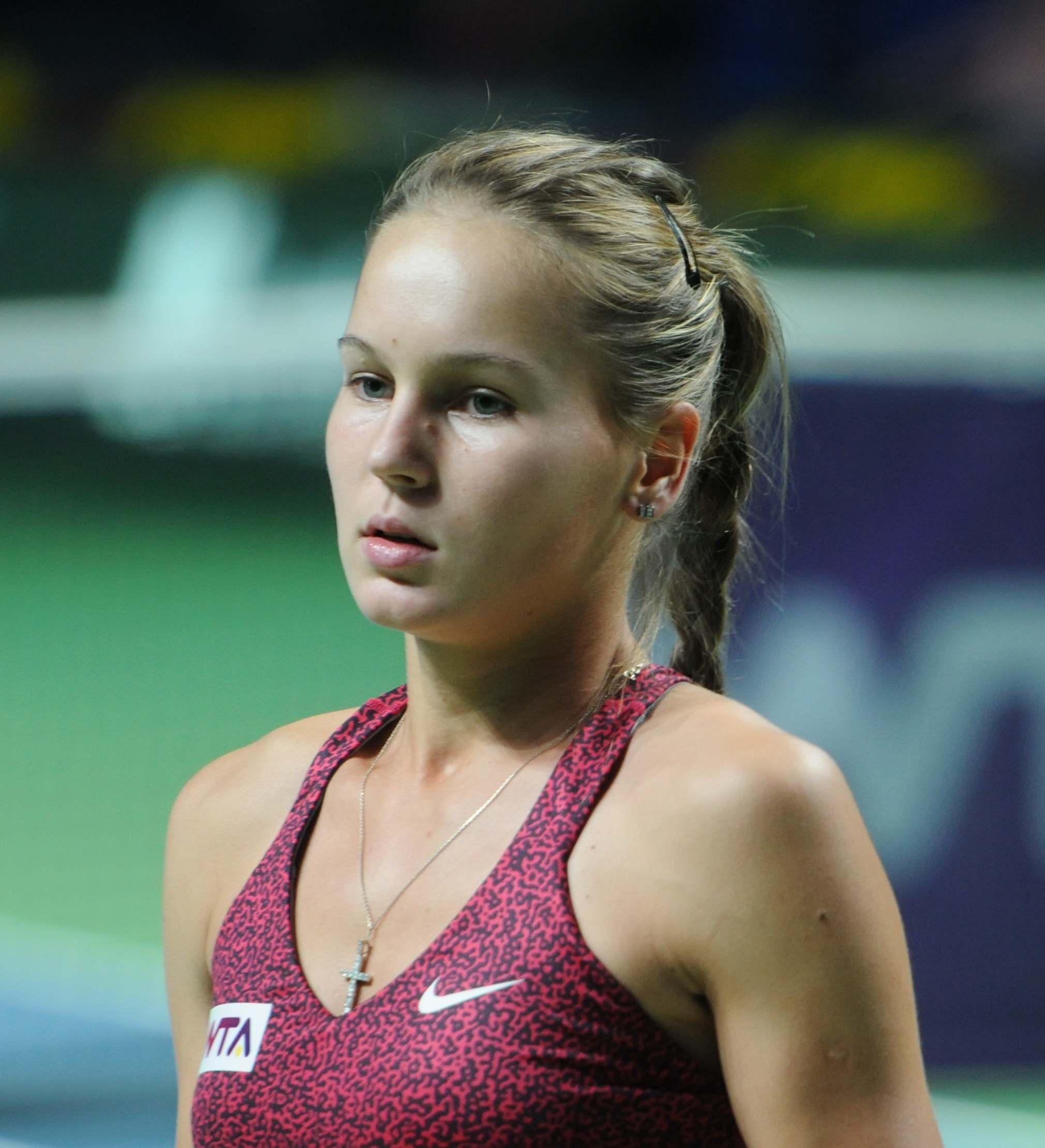
Weronika Kudermetowa
(* 1997)

- Gawriil Derschawin (1743–1816), Poet
- Nikolai Arendt (1786–1859), praktischer Arzt, Militärchirurg und Leibarzt der Zaren Nikolaus I. (1796–1855) und Alexander II. (1818–1881)
- Iwan Tscherlizki (1799–1867), Organist, Musikpädagoge und Komponist

## 19. Jahrhundert

### 1801–1850
- Karl Ludwig von Littrow (1811–1877), österreichischer Astronom
- Nikolai Rudanowski (1819–1882), Kartograf
- Fjodor Radezki (1820–1890), General
- Alexander Saizew (1841–1910), Chemiker
- Stepan Smolenski (1848–1909), Komponist, Kirchenmusiker und Musikwissenschaftler
- Jegor Wagner (1849–1903), Chemiker

### 1851–1900
- Wera Figner (1852–1942), Revolutionärin und eine der Narodniki
- Jewgeni Tschirikow (1864–1932), Schriftsteller, Dramatiker, Essayist und Publizist
- Alexander Kotelnikow (1865–1944), Mathematiker
- Nikolai Markownikow (1869–1942), Architekt, Restaurator und Hochschullehrer
- Nikolai Jakowlew (1870–1966), Geologe, Paläontologe und Hochschullehrer
- Nikolai Bauman (1873–1905), Revolutionär
- Fjodor Schaljapin (1873–1938), Opernsänger
- Nikolai Tschischewski (1873–1952), russisch-sowjetischer Metallurg und Hochschullehrer
- Sergei Namjotkin (1876–1950), Chemiker
- Alexander Porai-Koschiz (1877–1949), Chemiker und Hochschullehrer
- Nadeschda Saposchnikowa (1877–1942), Malerin und Mäzenin
- Wladimir Adoratski (1878–1945), Historiker und Philosoph
- Sadri Maksudi Arsal (1879–1957), tatarischer Staatsmann, Rechtswissenschaftler, Denker und Wissenschaftler, Mitglied der russischen Duma und der Großen Nationalversammlung der Türkei
- Sergei Malow (1880–1957), Sprachwissenschaftler, Orientalist und Turkologe
- Nikolai Feschin (1881–1955), russischer bzw. US-amerikanischer Künstler
- Alexander Arossew (1890–1938), Schriftsteller, Politiker und Diplomat
- Georg von Albrecht (1891–1976), deutscher Pianist, Komponist und Hochschullehrer
- Jekaterina Maximowa (1891–1932), Architektin
- Alexander Archangelski (1892–1978), Flugzeugkonstrukteur
- Gala Éluard Dalí (1894–1982), Muse
- Jewgeni Schwarz (1896–1958), Schriftsteller und Dramatiker
- Michail Lawrentjew (1900–1980), Mathematiker und Physiker

## 20. Jahrhundert

### 1901–1920
- Alexandre Alexeieff (1901–1982), russisch-französischer Pionier des Zeichentrickfilms
- Sophie Ehrhardt (1902–1990), deutsch-russische Anthropologin und rassenideologische „Zigeunerforscherin“ in der Zeit des Nationalsozialismus
- Alexander Lurija (1902–1977), Psychologe
- Alexander Kasem-Bek (1902–1977), politischer Aktivist und Publizist
- Alexander Dubjago (1903–1959), Astronom
- Michail Karger (1903–1976), Architekturhistoriker, Archäologe und Hochschullehrer
- Wassili Parin (1903–1971), Physiologe, Weltraummediziner und Hochschullehrer
- Nikolai Sabolozki (1903–1958), Dichter und Übersetzer
- Gali Maslowa (1904–1991), Historikerin und Ethnografin
- Serafim Saizew (1904–1978), Schauspieler
- Alexei Schiwotow (1904–1964), Komponist
- Wladimir Schuse (1904–1993), Physiker und Hochschullehrer
- Boris Laptew (1905–1989), Mathematiker
- Anastassija Schuse (1905–1981), Hydrobiologin und Mikropaläontologin
- Klaus Hoheisel (1906–1998), deutscher Offizier, Brigadegeneral der Bundeswehr
- Pjotr Ismailow (1906–1937), Schachspieler
- Sara Sadyjkowa (1906–1986), Sängerin (Koloratursopran) und Komponistin
- Alexander Wischnewski (1906–1975), Chirurg
- Lucian Klimowitsch (1907–1989), Orientalist und Islamwissenschaftler
- Irina Sarubina (1907–1976), Schauspielerin
- Jewgeni Sawoiski (1907–1976), Physiker, Entdecker der Elektronenspinresonanz, wirkte an der Universität Kasan
- Wladimir Kotelnikow (1908–2005), Radiotechnikingenieur
- Gertrud Westermann (1908–1995), deutsche Studienrätin und Historikerin, Baltistin
- Igor Ado (1910–1983), Mathematiker
- Alexei Iljuschin (1911–1998), Physiker und Hochschullehrer
- Kārlis Šteins (1911–1983), lettischer und sowjetischer Astronom
- Weronika Tuschnowa (1911–1965), Ärztin und Dichterin
- Ahmet Temir (1912–2003), tatarischer Turkologe
- Noja Vestermans (1913–1942), Fußballspieler
- Lew Besymenski (1920–2007), Autor, Historiker und Journalist

### 1921–1940
- Sanija Afsametdinowa (1924–2019), Architektin
- Almas Monassypow (1925–2008), Komponist und Dirigent
- Wadim Solowjow (1925–1998), theoretischer Kernphysiker
- Gregory Freiman (1926–2024), russisch-israelischer Mathematiker
- Tatjana Alexejewa (1928–2007), Anthropologin und Hochschullehrerin
- Amina Adil (1930–2004), tatarische Schriftstellerin und Sufi-Theologin
- Nail Bikkenin (1931–2007), russischer Philosoph und Journalist
- Wassili Aksjonow (1932–2009), Schriftsteller
- Roald Sagdejew (* 1932), Physiker
- Irina Konowalowa (1933–2016), Chemikerin und Hochschullehrerin
- Michail Roschtschin (1933–2010), Dramatiker und Drehbuchautor
- Albert S. Schwarz (* 1934), russisch-US-amerikanischer Mathematiker und mathematischer Physiker
- Igor Wuloch (1938–2012), Maler
- Dmitry Fuchs (* 1939), russisch-US-amerikanischer Mathematiker
- Wladimir Sacharow (1939–2023), theoretischer Physiker und Mathematiker

### 1941–1960
- Renad Sagdejew (* 1941), Chemiker
- Natalja Gutman (* 1942), Cellistin
- Dmytro Kiwa (1942–2024), ukrainischer Flugzeugdesigner
- Gennadi Banschtschikow (1943–2025), Komponist
- Alexei Sukletin (1943–1987), Serienmörder, Vergewaltiger und Kannibale
- Gennadi Jewrjuschichin (1944–1998), Fußballspieler
- Albert Kapengut (* 1944), belarussischer Schachspieler und -trainer
- Farida Gainullina (* 1947), Politologin und Politikerin
- Marina Rasbeschkina (* 1948), Drehbuchautorin, Filmregisseurin und Hochschullehrerin
- Talgat Tadschuddin (* 1948), oberster islamischer Würdenträger (Großmufti) in Russland
- Sergei Timofejew (1950–2021), Ringer
- Nadeschda Tschernyschowa (1951–2019), sowjetische Ruderin
- Alexander Gretschkin (* 1952), Chemiker[1]
- Walentina Nikonowa (* 1952), Fechterin
- Nailja Giljasowa (* 1953), Fechterin
- Olga Knjasewa (1954–2015), Fechterin
- Yuri Egorov (1954–1988), Pianist
- Waleri Gerassimow (* 1955), General und seit 2012 Generalstabschef der Russischen Streitkräfte
- Tatjana Larionowa (* 1955), Politikerin
- Wladimir Dmitrijew (* 1957), experimenteller Festkörperphysiker
- Marat Murtasin (* 1957), Persönlichkeit des Islam
- Talija Chabrijewa (* 1958), Juristin und Hochschullehrerin
- Sergei Abramow (* 1959), Eishockeytorwart und -trainer
- Lidija Awerjanowa (* 1960), Ruderin

### 1961–1980
- Rustem Adagamow (* 1961), Blogger und Fotojournalist
- Irina Poljakowa (* 1961), Trainerin und Behindertensportlerin
- Irek Faisullin (* 1962), Minister für Bau- und Wohnungswesen
- Waliulla Jakupow (1963–2012), islamischer Kleriker
- Alexander Fadejew (* 1964), Eiskunstläufer
- Alexander Lapin (* 1964), Generaloberst
- Leon Vološin (* 1964), tschechischer Schachspieler russischer Herkunft
- Ildar Achmerow (* 1965), Militär und Kommandeur der Kaspischen Flottille
- Ajrat Chamatow (* 1965), Boxer und Weltmeister im Federgewicht von 1989
- Vlady Bystrov (* 1967), deutsch-russischer Saxophonist
- Marat Chusnullin (* 1966), Politiker[2]
- Denis Kapustin (* 1970), Leichtathlet, Europameister im Dreisprung (1994) und Olympiabronzemedaillengewinner (2000)
- Jewgeni Afinejewski (* 1972), US-amerikanischer Regisseur und Produzent
- Alissa Galljamowa (* 1972), Schachspielerin
- Anna Gourari (* 1972), Konzertpianistin
- Dmitri Jatschanow (* 1972), Eishockeytorwart
- Eduard Kudermetow (* 1972), Eishockeyspieler
- Wassili Mossin (* 1972), Sportschütze
- Wadim Tokarew (* 1972), Profiboxer
- Marija Manakova (* 1974), russisch-serbische Frauengroßmeisterin im Schach
- Ruslan Nigmatullin (* 1974), Fußballtorwart
- Tschulpan Chamatowa (* 1975), Schauspielerin
- Gusel Jachina (* 1977), Schriftstellerin und Filmemacherin
- Denis Archipow (* 1979), Eishockeyspieler
- Sofya Gulyak (* 1979), Konzertpianistin
- Valery Tscheplanowa (* 1980), deutsche Schauspielerin und Sängerin

### 1981–1990
- Nikolai Nikiforow (* 1982), Politiker
- Ruslan Sainullin (* 1982), Eishockeyspieler
- MakSim, eigtl. Marina Abrossimowa (* 1983), Popsängerin, Autorin und Musikproduzentin
- Dmitri Obuchow (* 1983), Eishockeyspieler
- Marat Chairullin (* 1984), russisch-kasachischer Fußballspieler
- Anastassija Kolesnikowa (* 1984), Turnerin
- Jelena Migunowa (* 1984), Leichtathletin
- Yulia Miloslavskaya (* 1984), deutsche klassische Konzertpianistin russischer Herkunft
- Rais Suleimanow (* 1984), Religions- und Islamwissenschaftler
- Eugenia Volodina (* 1984), Model
- Lenar Gilmullin (1985–2007), Fußballspieler
- Alexander Rybakow (* 1985), Eishockeyspieler
- Artjom Timofejew (* 1985), Schachgroßmeister
- Artjom Kossow (* 1986), Ruderer
- Daniel Nasybullin (* 1986), Eishockeyspieler
- Aida Garifullina (* 1987), Opernsängerin
- Renata Lusin (* 1987), Tänzerin
- Alsu Murtasina (* 1987), Dreispringerin
- Kamilla Gafursjanowa (* 1988), Florettfechterin
- Jana Martynowa (* 1988), Schwimmerin
- Jacob Tsimerman (* 1988), Mathematiker
- Karina Ambarzumowa (* 1989), Schachspielerin
- Dinar Chafisullin (* 1989), Eishockeyspieler
- Ruslan Khazipov (* 1989), Komponist und Musiker
- Kirill Petrow (* 1990), Eishockeyspieler
- Darja Schkurichina (* 1990), Turnerin und Olympiasiegerin

### 1991–2000
- Alexander Burmistrow (* 1991), Eishockeyspieler
- Emil Garipow (* 1991), Eishockeytorwart
- Denis Golubew (* 1991), Eishockeyspieler
- Ruslan Samitow (* 1991), Bobsportler und Leichtathlet
- Elizaveta Maximová (* 1992), tschechische Schauspielerin
- Bulat Schawalejew (* 1992), Eishockeyspieler
- Natalja Schukowa (* 1992), Skilangläuferin
- Albert Jarullin (* 1993), Eishockeyspieler
- Andrei Makarow (* 1993), Eishockeytorwart
- Anna Smolina (* 1994), Tennisspielerin
- Jewgenija Tarassowa (* 1994), Eiskunstläuferin
- Elmir Nabiullin (* 1995), Fußballspieler
- Ilya Sharipov (* 1995), deutsch-russischer Eishockeytorwart
- Weronika Kudermetowa (* 1997), Tennisspielerin
- Marta Martjanowa (* 1998), Florettfechterin
- Timur Irekowitsch Boguslawski (* 2000), Autorennfahrer
- Danil Stepanow (* 2000), Fußballspieler

## 21. Jahrhundert
- Ilja Agapow (* 2001), Fußballspieler
- Ilja Simakin (* 2003), Tennisspieler
- Kamila Walijewa (* 2006), Eiskunstläuferin